# Рукопись, найденная в Сарагосе (фильм)
«Рукопись, найденная в Сарагосе» — двухсерийный фильм польского режиссёра Войцеха Хаса (1965), снятый по одноимённому «шкатулочному роману» (1797—1815) Яна Потоцкого.

## Сюжет
Наполеоновские солдаты во время осады Сарагосы находят старинную рукопись. В ней идёт речь о необычайных приключениях капитана Альфонса ван Вордена в Испании XVIII века и о его кровосмесительной связи с двумя сёстрами, африканскими принцессами, которые пытаются обратить его в ислам. Рассказы других героев, встречающихся на пути ван Вордена, наслаиваются на рассказы внутри этих рассказов, которые порождают новые рассказы. Некоторые сюжеты отстоят от первоначальной истории на 5—6 нарративных (повествовательных) уровней, однако постепенно сплетаются в единую историю. В конце фильма сёстры-искусительницы признаются Альфонсу, что все рассказы и события были вымышлены либо нарочно подстроены нанятыми ими людьми, чтобы испытать «его отвагу и плодородие». Благодаря этому им удалось добиться своей цели — каждой зачать от него по ребёнку.
Получив рукопись с изложением своих приключений, Альфонс пытается дописать её, но его разум не выдерживает сюжетных хитросплетений, которые имеют свойство пересекаться с его собственной жизнью.

## В ролях
В порядке появления действующих лиц на экране:
- Игорь Пшегродзский — офицер, читающий рукопись
- Густав Люткевич — капитан, читающий рукопись
- Збигнев Цибульский — Альфонс ван Ворден
- Ежи Качмарек — Москито
- Войцех Скибинский — слуга ван Вордена
- Ига Цембжинска — Эмина, мавританская принцесса
- Иоанна Ендрыка — Зибельда, сестра Эмины, мавританская принцесса
- Казимеж Опалиньский — отшельник, шейх
- Францишек Печка — Пашеко
- Славомир Линднер — отец ван Вордена
- Александер Фогель — дворянин, вызванный отцом ван Вордена на дуэль
- Рышард Котыс — слуга отца ван Вордена
- Вацлав Ковальский — слуга отца ван Вордена
- Мирослава Ломбардо — донья Уракка, мать ван Вордена
- Стефан Бартик — трактирщик
- Веслав Голас — гитарист на свадьбе отца ван Вордена
- Богдан Баэр — гость на свадьбе отца ван Вордена
- Людвик Бенуа — отец Пачеко
- Барбара Краффтувна — Камилла, мачеха Пачеко
- Пола Ракса — Инезилья, сестра Камиллы
- Ян Коциняк — слуга Пачеко
- Август Ковальчик — инквизитор, арестовавший ван Вордена
- Артур Млодницкий — инквизитор
- Хенрик Хунко — палач инквизиции
- Богуслав Сохнацкий — Зото, разбойник
- Томаш Заливский — Мона, брат Зото
- Анджей Польковский — Чико, брат Зото
- Адам Павликовский — дон Педро Узеда, каббалист
- Густав Холоубек — дон Педро Веласкес, математик
- Беата Тышкевич — донна Ребекка Узеда, сестра каббалиста
- Леон Немчик — дон Авадоро
- Богуш Билевский — цыган
- Ян Махульский — граф Пена Флор
- Богумил Кобеля — сеньор Толедо, кавалер Мальтийского ордена
- Михал Газда — Агиллар, кавалер Мальтийского ордена
- Юлиан Ябчиньский — Товальд
- Витольд Пыркош — Блажей
- Кшиштоф Литвин — Лопес Суарес
- Станислав Игар — Гаспар Суарес, отец Лопеса
- Юзеф Перацкий — адвокат семьи Суарес
- Здзислав Маклакевич — дон Роке Бускерос, проходимец
- Эльжбета Чижевская — Фраскетта Салеро
- Януш Клосиньский — дон Диего Салеро, муж Фраскетты
- Ядвига Кравчик — донья Инес Моро
- Ежи Пшибыльский — банкир Моро, отец доньи Инес
- Ирена Орская — дуэнья
- Феликс Хмурковский — купец из Кадикса
- Алиция Сендзиньская — испанка в трактире
- Барбара Баргеловская
- Тадеуш Грабовский
- Ежи Смык и др.

## Музыка
Музыку к фильму написал Кшиштоф Пендерецкий. Как и сюжет фильма, звуковая дорожка имеет несколько уровней — фламенко, классицизм, электронный минимализм и т. д.

## Места съёмки
Фильм снимался на Краковско-Ченстоховской возвышенности недалеко от Ченстоховы, а также на пруду (купальне) Морске-Око во Вроцлаве, где были выстроены декорации испанского города.

## Значение
Джим Хоберман, Джонатан Розенбаум и другие видные кинокритики называют «Рукопись» культовым фильмом. Это любимый фильм рок-гитариста Джерри Гарсии, который одним из первых привлёк к нему внимание западных киноманов. В 2001 г. фильм был отреставрирован и выпущен на DVD под патронажем Гарсии и ещё двух почитателей ленты — Мартина Скорсезе и Фрэнсиса Форда Копполы. В примечаниях к релизу утверждается также, что «Рукопись» высоко оценили Луис Бунюэль и Дэвид Линч. Сам Бунюэль в мемуарах «Мой последний вздох» отмечает, что посмотрел фильм три раза и добился закупки его в Мексике в обмен на свой фильм «Симеон-пустынник».

Иерархия сюжетных линий в фильме Хаса

## Награды
- Главный приз («Золотой волк») Бухарестского кинофестиваля (1965).[источник не указан 1757 дней]
- Приз МКФ в Эдинбурге (1965).
- «Золотое перо» и премия C.I.D.A.L.C. МКФ в Сан-Себастьяне (1965).
- Медаль МКФ в Ситжесе (1969).
- Награда испанских кинокритиков (1971).